# 鳥窠道林
鳥窠道林（741年—824年），中国唐朝禅僧。谥号圓修禅師，俗姓潘，杭州富陽县（今浙江省杭州市富陽区）人。
9岁出家为僧，21岁時于荆州（今湖北省荆州市荆州区）果願寺受具足戒。后往长安，跟随西明寺复礼法师学《大乘起信論》《华严经》。
大历三年（768年）唐代宗召径山道欽禅师入宮時，道林向他学习禅法。晚年回到杭州，在秦望山隐居，见巨松枝葉茂盛，栖息其上，所以又称「鳥窠禅師」、「鵲巣和尚」。
长庆二年（822年），白居易出任杭州刺史，入山向道林请教佛法。道林以《七佛通誡偈》中的「诸恶莫作，众善奉行」回答。白居易说：「此三岁孩子也理解者」。道林说「虽三岁孩子能道得，而八十老翁却行不得」。白居易悦服、建竹閣移居，朝夕问訪参禅。长庆四年（824年）二月初十日，道林圆寂，敕谥园修禅师。